# St. Petrus und Paulus (Effelter)

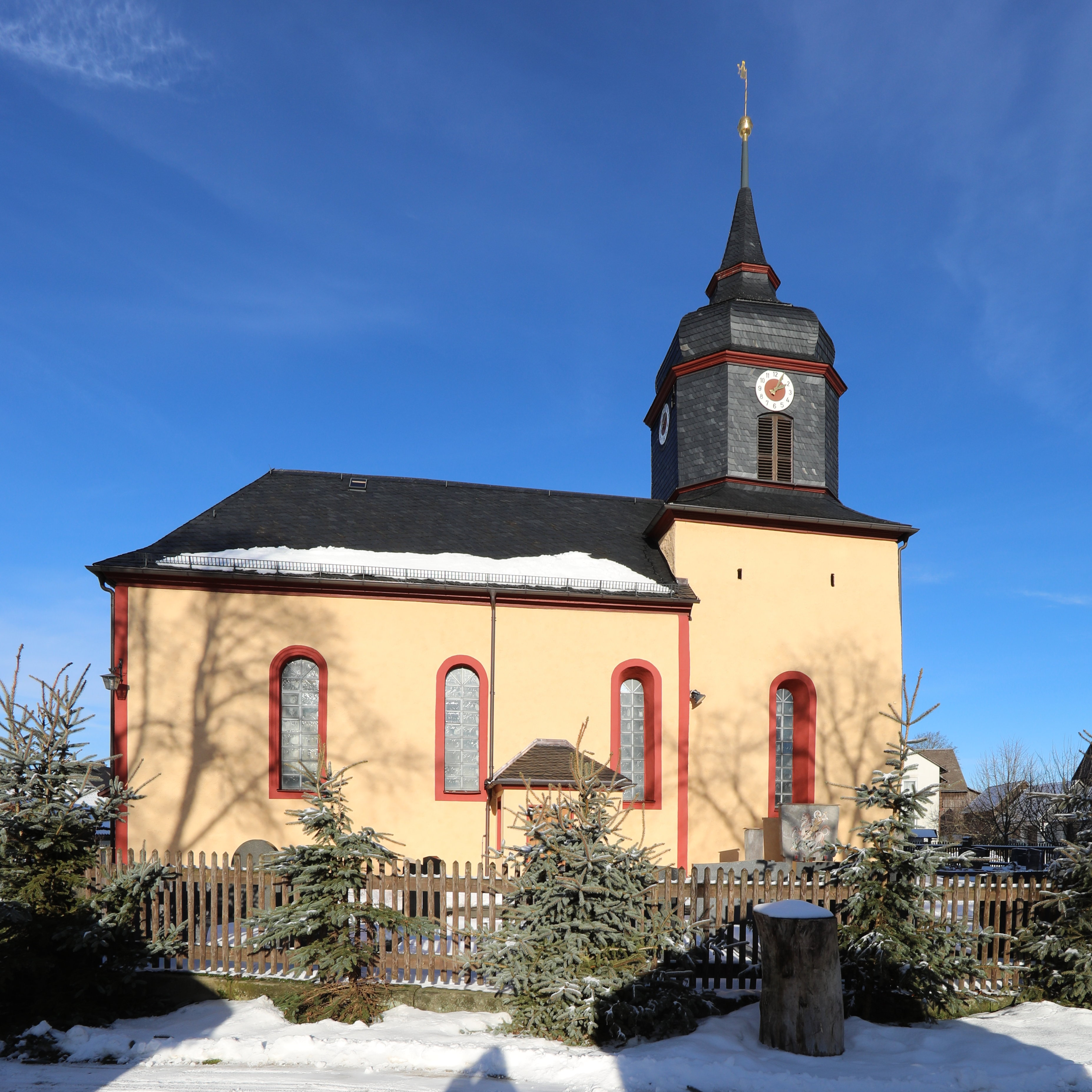
St. Petrus und Paulus in Effelter

Die römisch-katholische Filialkirche St. Petrus und Paulus ist ein denkmalgeschütztes Kirchengebäude, das in Effelter steht, einem Gemeindeteil der Gemeinde Wilhelmsthal im Landkreis Kronach (Oberfranken, Bayern). Kirchenpatrone sind die Apostel Petrus und Paulus. Die im Kern mittelalterliche Chorturmkirche gehört zur Pfarrei St. Ägidius im Seelsorgebereich Kronach im Dekanat Kronach des Erzbistums Bamberg.

## Beschreibung
Der Chorturm ist im Kern mittelalterlich. Das Langhaus der Saalkirche wurde 1809 auf drei Joche verlängert und mit einem Satteldach bedeckt, das im Westen abgewalmt ist. Die Sakristei wurde im 16./17. Jahrhundert an der Nordseite des Chorturms angebaut. Der Chorturm wurde um ein achteckiges Geschoss aufgestockt, das die Turmuhr und den Glockenstuhl beherbergt, und mit einer Welschen Haube bedeckt. 
Emporen befinden sich an drei Seiten des Langhauses. Zur Kirchenausstattung gehört der 1811 gebaute Hochaltar, mit einer Darstellung der beiden Kirchenpatrone unter der Taube des Heiligen Geistes. Die Orgel mit sechs Registern, verteilt auf Manual und Pedal, wurde 1925 von G. F. Steinmeyer & Co. gebaut.